# Hart(z) IV
Hart(z) IV – drugi solowy album rapera Eko Fresh. Został wydany w wytwórni German Dream Evangelium, Subword i Sony BMG.

## Lista utworów
1. "Intro"
2. "Ruhe Vor Dem Sturm" (featuring Antigaranti)
3. "Der Don 2"
4. "Hartz IV"
5. "Gheddo" (featuring Bushido)
6. "Kings of Cologne" (featuring SD)
7. "Darauf Kannst Du Gift Nehmen"
8. "Was Kann Ich Dafür"
9. "Bazen" (featuring Killa Hakan, Ayas Kapli)
10. "Ek Is Back" (featuring G-Style)
11. "Stenz Gang" (featuring Hakan Abi, Kingsize, Summer Cem)
12. "Fackeln Im Sturm"
13. "Wir Sind Soldier, Homie"  (featuring Kay One)
14. "Westside" (featuring La-Honda)
15. "Noch Einmal" (featuring Billy)
16. "Skit"
17. "Ihr Werdet Uns Nicht Los" (featuring Baba Saad)
18. "Der Rest Ist Geschichte"
19. "Das Ist Mein Viertel"   (featuring Capkekz)
20. "Bitanem (meine Türkische Freundin)"
21. "Türkenpimmel"
22. "Outro"